# Morte de Giovanni López
A morte de Giovanni López Ramírez ocorreu em 4 de maio de 2020 no município de Ixtlahuacán de los Membrillos, Jalisco, México, como resultado de sua prisão por policiais.
Ele teria sido preso por não usar máscara durante a pandemia de COVID-19 no México . Ele morreu em um hospital com lesão cerebral traumática e um ferimento à bala na perna. O clamor público por sua morte ocorreu um mês depois de sua morte, devido a um vídeo de sua prisão se tornar viral nas redes sociais e inspirado pelos protestos de George Floyd .  Os protestos contra a brutalidade policial começaram em Jalisco em 4 de junho de 2020 e também se espalharam por outras áreas do México.
O Procurador-Geral de Jalisco anunciou que três policiais de Ixtlahuacán de los Membrillos foram presos em 5 de junho de 2020 pelo assassinato de Giovanni López.

## Giovanni López
Giovanni López Ramírez (1990-2020) era um pedreiro de trinta anos e vivia em Ixtlahuacán de los Membrillos dês de seu nascimento.

## Prisão e morte
O irmão de Giovanni, Christian Daniel López Ramírez, registrou o momento em que a polícia prendeu seu irmão em 4 de maio de 2020. Ele foi preso em frente à casa da família López, supostamente por não usar máscara. Após a prisão de seu irmão, Christian afirmou que ele e seus vizinhos ligaram para o prefeito, que lhes disse que poderiam pegar seu irmão no dia seguinte aproximadamente às 10:00 horas da manhã.
No dia seguinte, 5 de maio de 2020, a família de López foi à prisão municipal para buscar Giovanni, quando disseram que ele estava no Hospital Civil de Guadalajara. A tia de Giovanni disse que a polícia da prisão disse a ela que Giovanni estava no hospital porque "se les había pasado la mano" (que significa "eles pesaram a mão"), uma expressão em espanhol que sugere que a polícia usou força excessiva . No hospital, eles foram informados de que Giovanni havia morrido de traumatismo cranioencefálico. Ele também tinha lesões e um ferimento à bala na perna esquerda.

## Rescaldo
O irmão de Giovanni não divulgou o vídeo da prisão do irmão até um mês depois. Ele acusou o prefeito de Ixtlahuacán, Eduardo Cervantes Aguilar, de oferecer a sua família $ 200.000 pesos para não divulgar o vídeo da prisão de Giovanni e também afirma que o prefeito ameaçou matar sua família se o vídeo fosse divulgado. O prefeito negou as acusações.
Nos dias seguintes ao lançamento do vídeo de prisão, centenas de jovens se reuniram no centro de Guadalajara, pintando graffiti, quebrando janelas e tentando forçar a entrada no palácio do governo. A polícia respondeu com gás lacrimogêneo e duas viaturas foram queimadas. O policial Rodolfo Essaú foi incendiado; sua condição foi posteriormente relatada como estável. Pelo menos 28 pessoas foram detidas por protestar.

## Reações
O governador de Jalisco, Enrique Alfaro Ramírez, afirmou que a prisão de López nada teve a ver com máscara facial.
O presidente mexicano, Andrés Manuel López Obrador, falou sobre o incidente, afirmando que "não vai interferir no caso para evitar conflitos partidários".
A atriz mexicana Salma Hayek postou uma foto no Instagram protestando contra o assassinato de López. O diretor mexicano Guillermo Del Toro também condenou o assassinato de Giovanni López nas redes sociais. Outras celebridades condenando a morte de López incluem a banda mexicana Molotov e a atriz mexicana Zuria Vega .
A seção mexicana do Escritório do Alto Comissariado das Nações Unidas para os Direitos Humanos condenou a morte de López e pediu uma investigação independente.
As pessoas pediram justiça para Giovanni usando a hashtag #JusticiaParaGiovanni (#JustiçaParaGiovanni).